# She-Hulk: Attorney at Law
She-Hulk: Attorney at Law is een Amerikaanse superheldenserie gebaseerd op het Marvel Comics personage She-Hulk geproduceerd door Marvel Studios en gedistribueerd door Walt Disney Motion Pictures.
De serie is bedacht door Jessica Gao, en verschijnt op de streamingdienst Disney+. De serie speelt zich af in het Marvel Cinematic Universe, en is de zevende televisieserie geproduceerd door Marvel Studios. De cast bestaat uit Tatiana Maslany als hoofdpersonage Jennifer Walters / She-Hulk, Ginger Gonzaga, Jameela Jamil, Josh Segarra, Renée Elise Goldsberry, Steve Coulter, Jon Bass, en terugkerende personages binnen het film/serie-universum Mark Ruffalo als Bruce Banner / Hulk, Tim Roth als Emil Blonsky / Abomination, Benedict Wong als Wong en Charlie Cox als Daredevil.
Het filmen van de serie begon in midden april 2021 in Los Angeles en Atlanta in Georgia, en eindigde in augustus. De eerste aflevering van She-Hulk: Attorney at Law is vrijgegeven op 18 augustus 2022, waarna er elke week een aflevering wordt vrijgegeven. De serie bestaat uit negen aflevering van een half uur, en is deel van Fase Vier van de MCU op Disney+.

## Rolverdeling
| Acteur / Actrice        | Personage                     | Notitie | Seizoen     | Seizoen |
| Acteur / Actrice        | Personage                     | Notitie | 1           |         |
| ----------------------- | ----------------------------- | --- | ----------- | ------- |
| Tatiana Maslany         | Jennifer Walters / She-Hulk   | Een advocate die gespecialiseerd is in zaken gerelateerd aan mensen met superkrachten. Ze kan transformeren in een grote, krachtige, groene versie van haarzelf op dezelfde manier hoe haar neef Bruce Banner kon veranderen in de Hulk.                                                          | Hoofdrol    |         |
| Ginger Gonzaga          | Nikki Ramos                   | De beste vriendin van Jennifer Walters. | Hoofdrol    |         |
| Jameela Jamil           | Mary MacPherran / Titania     | Een rivaal van She-Hulk met bovennatuurlijke krachten. | Terugkerend |         |
| Josh Segarra            | Augustus "Pug" Pugliese       | Een advocaat van het advocatenkantoor "Goodman, Lieber, Kurtzberg & Holliway", en een vriend van Jennifer Walters en Nikki Ramos. | Terugkerend |         |
| Renée Elise Goldsberry  | Mallory Book                  | Een advocaat van het advocatenkantoor "Goodman, Lieber, Kurtzberg & Holliway". | Terugkerend |         |
| Steve Coulter           | Holden Holloway               | Een advocaat die samenwerkt met Jennifer Walters. | Terugkerend |         |
| Tim Roth                | Emil Blonsky / Abomination    | Een Russische oud-officier van het leger uit Verenigd Koninkrijk die vanwege het supersoldaten serum en gamma straling veranderde in een menselijk monster met gelijksoortige krachten als de Hulk. Verscheen eerder in de film The Incredible Hulk en Shang-Chi and the Legend of the Ten Rings. | Terugkerend |         |
| Jon Bass                | Todd Phelps / HulkKing        | De leider van de hacker-groep Intelligencia, waar hij bekend staat als HulkKing, om She-Hulk onderuit te halen. | Terugkerend |         |
| Mark Linn-Baker         | Morris Walters                | De vader van Jennifer Walters en de oom van Bruce Banner. | Terugkerend |         |
| Drew Matthews           | Dennis "Buck" Bukowski        | Een advocaat die bij het advocatenkantoor in Los Angeles werkt. | Terugkerend |         |
| Nicholas Cirillo        | Neef Ched                     | De neef van Jennifer Walters en Bruce Banner. | Terugkerend |         |
| Mark Ruffalo            | Bruce Banner / Smart Hulk     | Een Avenger, wetenschapper en de neef van Jennifer Walters. | Terugkerend |         |
| Benedict Wong           | Wong                          | De Sorcerer Supreme, die vocht tegen Emil Blonsky. | Terugkerend |         |
| Tess Malis Kincaid      | Elaine Walters                | De moeder van Jennifer Walters en de tante van Bruce Banner. | Terugkerend |         |
| Nick Gomez              | Dirk Garthwaite / Wrecker     | Een lid van de Wrecking Crew en deelnemer van de sessies van Emil Blonsky, genaamd Abomaste. | Terugkerend |         |
| Trevor Salter           | Josh Miller                   | Een liefdesintresse van Jennifer Walters. | Terugkerend |         |
| Justin Eaton            | Eliot Franklin / Thunderball  | Een lid van de Wrecking Crew. | Terugkerend |         |
| Vas Sanchez             | Pedro                         | De barman van een café waar Jennifer Walters regelmatig heen gaat. | Terugkerend |         |
| George Bryant           | Rechter Price                 | Een rechter uit Californië. | Terugkerend |         |
| David Kronawitter       | Lokaal Nieuws Reporter        | Een nieuwspresentator. | Terugkerend |         |
| Charlie Cox             | Matt Murdock / Daredevil      | Een blinde advocaat, die strijdt tegen de misdaad als Daredevil. Verscheen eerder in de Netflix-series Daredevil, The Defenders, en de film Spider-Man: No Way Home. | Terugkerend |         |
| Griffin Matthews        | Luke Jacobson                 | Een kostuumontwerper van verschillende superhelden. | Terugkerend |         |
| Brandon Stanley         | Eugene Patilio / Leapfrog     | Een burgerwacht en cliënt van She-Hulk. | Terugkerend |         |
| David Otunga            | Derek                         | Een bodybuilder die date met Jennifer Walters. | Terugkerend |         |
| Candice Rose            | Tante Melanie                 | De tante van Jennifer Walters. | Terugkerend |         |
| Michael H. Cole         | Oom Tucker                    | De oom van Jennifer Walters. | Terugkerend |         |
| Elizabeth Becka         | Rebecca Walters               | De tante van Jennifer Walters. | Terugkerend |         |
| Tennison Barry III      | Henry Camp / Bulldozer        | Een lid van de Wrecking Crew. | Terugkerend |         |
| Kyle Murillo            | Brain Calusky / Piledriver    | Een lid van de Wrecking Crew. | Terugkerend |         |
| Rhys Coiro              | Donny Blaze                   | Een magiër en voormalig meester van de Mystic Arts. | Bijrol      |         |
| Patty Guggenheim        | Madisynn King                 | Een vrouw die in de problemen kwam door Donny Blaze en Wong. | Bijrol      |         |
| Megan Thee Stallion     | Haarzelf                      | Een Amerikaanse rapper, zangeres en songwriter. | Bijrol      |         |
| Patti Harrison          | Lulu                          | Een oude vriendin van Jennifer Walters van de middelbare school die haar uitnodigt voor haar bruiloft. | Bijrol      |         |
| David Pasquesi          | Craig Hollis / Mr. Immortal   | Een man met een versnelde genezingsfactor wat voorkomt dat hij kan sterven. | Gastrol     |         |
| Wil Deusner             | Skaar                         | De zoon van Bruce Banner, uit Sakaar. | Gastrol     |         |
| n.n.b.                  | K.E.V.I.N.                    | Een computer met de afkorting K.E.V.I.N., wat staat voor "Knowledge Enhanced Visual Interconnectivity Nexus", die verantwoordelijk is voor alle beslissingen rondom het Marvel Cinematic Universe. De computer is gebaseerd op de president en producent van Marvel Studios, Kevin Feige.         | Gastrol     |         |
| Nathan Salter           | William Taurens / Man-Bull    | Een deelnemer van de sessies van Emil Blonsky, genaamd Abomaste, met stierenkrachten. | Gastrol     |         |
| Joseph Castillo-Midvett | Alejandro Montoya / El Águila | Een zelfverklaarde swashbuckler uit Spanje en deelnemer van de sessies van Emil Blonsky, genaamd Abomaste. | Gastrol     |         |
| Terrence Clowe          | Saracen                       | Een man die denkt dat hij een vampier is en deelnemer van de sessies van Emil Blonnsky, genaamd Abomaste. | Gastrol     |         |
| Jordan Aaron Ford       | Alexander Gentry / Porcupine  | Een man verkleed als stekelvarken en deelnemer van de sessies van Emil Blonsky, genaamd Abomaste. | Gastrol     |         |
| John Piruccello         | Chuck Donelan                 | Een reclasseringsambtenaar die toezicht houd op de voorwaardelijke vrijlating van Emil Blonsky. | Gastrol     |         |
| Leon Lamar              | Cornelius P. Willows          | De eigenaar en manager van de show van Donny Blaze. | Gastrol     |         |
| Peg O'Keef              | Runa                          | Een elf uit New Asgard. | Gastrol     |         |
| Jason Turner            | Gideon Wilson                 | Een federale aanklager van onder andere de Abomination, tevens ook de broer van Sam Wilson / Captain America. | Gastrol     |         |

## Afleveringen
| Nr. | Titel                                             | Regisseur | Schrijver(s)                                                                   | Releasedatum      |
| --- | ------------------------------------------------- | --------- | ------------------------------------------------------------------------------ | ----------------- |
| 1   | A Normal Amount of Rage                           | Kat Coiro | Jessica Gao, Dana Schwartz en Cody Ziglar                                      | 18 augustus 2022  |
| 2   | Superhuman Law                                    | Kat Coiro | Jessica Gao, Dana Schwartz en Cody Ziglar                                      | 25 augustus 2022  |
| 3   | The People vs. Emil Blonsky                       | Kat Coiro | Jessica Gao, Francesca Gailes, Jacqueline Gailes, Dana Schwartz en Cody Ziglar | 1 september 2022  |
| 4   | Is This Not Real Magic?                           | Kat Coiro | Jessica Gao, Melissa Hunter, Dana Schwartz en Cody Ziglar                      | 8 september 2022  |
| 5   | Mean, Green, and Straight Poured into These Jeans | Anu Valia | Jessica Gao, Dana Schwartz en Cody Ziglar                                      | 15 september 2022 |
| 6   | Just Jen                                          | Anu Valia | Jessica Gao, Kara Brown, Dana Schwartz en Cody Ziglar                          | 22 september 2022 |
| 7   | The Retreat                                       | Anu Valia | Jessica Gao, Zeb Wells, Dana Schwartz en Cody Ziglar                           | 29 september 2022 |
| 8   | Ribbit and Rip It                                 | Kat Coiro | Jessica Gao, Cody Ziglar en Dana Schwartz                                      | 6 oktober 2022    |
| 9   | Whose Show Is This?                               | Kat Coiro | Jessica Gao, Dana Schwartz en Cody Ziglar                                      | 13 oktober 2022   |